# Metzlinschwander Hof (Landschaftsschutzgebiet)

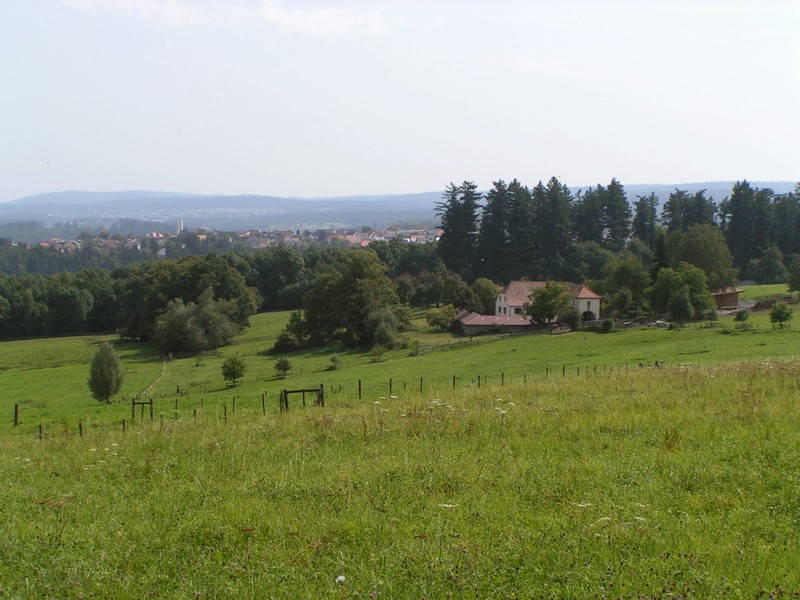
Das frühere Landschaftsschutzgebiet im Jahr 2008

Das Gebiet Metzlinschwander Hof war ein 32 Hektar großes Landschaftsschutzgebiet auf dem Gebiet der Gemeinde Marxzell im Landkreis Karlsruhe in Baden-Württemberg. Es wurde am 11. Juni 1940 ausgewiesen. Mit der Ausweisung des größeren Landschaftsschutzgebiets Albtalplatten und Herrenalber Berge am 1. Juni 1994 wurde die Verordnung aufgehoben und das Landschaftsschutzgebiet in das neue Schutzgebiet integriert.
Es umfasste eine im Großklosterwald gelegene Freifläche rund um den Metzlinschwander Hof etwa 3 Kilometer südwestlich von Marxzell.